# عباس‌آباد دشت
عباس آباد دشت روستایی در دهستان سده بخش سده شهرستان قائنات استان خراسان جنوبی ایران است. بر پایه سرشماری عمومی نفوس و مسکن در سال ۱۳۹۰ جمعیت این روستا ۳۵۶ نفر (در ۱۱۰ خانوار) بوده‌است.
عباس اباد دشت روستایی است از بخش سده در شهرستان قاینات واقع در استان خراسان جنوبی . این روستا در میانه راه بیرجند به قاین قرار دارد و دارای آب و هوایی گرم و خشک است. به زعم روستائیان نام روستا برگرفته از محل آن است. به گفته آنان، اولین ساکنانی که در این منطقه ساکن شدند نام روستا را عباس اباد دشت نهادند چرا که در محلی هموار و دشت مانند قرار گرفته است.
```
تمامی ساکنان روستا شیعه بوده و زبان فارسی دری را با لهجه محلی تکلم می کنند. شغل اکثر آنان کشاورزی است. بز و گوسفند نیز به وفور پرورش داده می شود.
```

محصولات کشاورزی  اصلی عباس اباد دشت زعفران و زرشک است که برای کسب درآمد کشت می شود. زعفران عباس اباد دشت  بدون اغراق از لحاظ کیفیت یکی از بهترینها در استان خراسان و در ایران است
زرشک در این روستا عموما به صورت پفکی به بازار عرضه میشود.
این روستا جزء پیشتازان عرصه تولید زرشک می‌باشد.
 تا قبل از حفر اولین چاه عمیق در حدود بیست سال پیش، کشاورزی روستا عمدتا" به صورت دیم یا با استفاده از آب قنات انجام می شد. اما اکنون بخش اصلی کشاورزی با استفاده از آب حدود 7 حلقه چاه عمیق انجام می شود. در گذشته آب قنات برای آشامیدن نیز استفاده می شد اما اکنون دو رشته لوله آب شرب و آب مورد نیاز برای مصارف خانگی را تامین می کند. با این حال رشته قنات قدیمی هنوز زاینده و مورد استفاده است لازم به ذکر است که قنات عباس اباد دشت باداشتن مادرچاهی به عمق۱۰۰ متر وسلسله چاههایی به طول ۹ کیلومتر
جزئ قنوات کم نظیر استان ویا حتی ایران می باشد.